# OO (EP)
OO é o segundo extended play (EP) do cantor sul-coreano Zion.T. Foi lançado em 1 de fevereiro de 2017 pela The Black Label subsidiária da YG Entertainment. É seu primeiro lançamento em quatro anos desde Mirrorball de 2013.	

## Antecedentes
Em 21 de janeiro de 2017, foi anunciado que Zion.T iria lançar um novo álbum com lançamento para o início do mês de fevereiro, e que o mesmo havia filmado um vídeo musical para sua faixa título, com direção de Han Sa-min. Dois dias depois, foi anunciado que o álbum seria lançado em 1 de fevereiro e que teria a participação do cantor e rapper G-Dragon. Mais tarde, o rapper Beenzino foi confirmado como outro artista a ter uma participação em OO, e um teaser em vídeo apresentando a canção "Cinema", foi lançado.

## Desempenho comercial
Após seu lançamento, o EP atingiu a posição de número oito na parada Albums da Gaon e de número dois na parada World Albums da Billboard. A canção “The Song” posicionou-se em número um em sete paradas de música online sul-coreanas. Seu tema lírico refere-se a uma ironia de não querer se tornar famoso, mas ao mesmo tempo querer ser amado. A canção "Complex" com participação de G-Dragon, que retrata complexos que qualquer ser humano possui, foi escolhida pela Apple Music como a canção 'melhor da semana', além disso, alcançou a posição de número um nas paradas do iTunes do Vietnã e Macau, levando Zion.T a atingir o topo de paradas internacionais pela primeira fora da Coreia do Sul.

## Faixas
| N.º            | Título                                                  | Letras                     | Música                      | Arranjos       | Duração |  |
| 1.             | "Cinema" (영화관; yeonghwagwan)                         | Zion.T                     | Zion.T, Peejay              | Peejay         | 3:33    |  |
| 2.             | "The Song" (노래; nolae)                                | Zion.T                     | Zion.T, Kush                | Kush, Peejay   | 3:36    |  |
| 3.             | "Comedian"                                              | Zion.T                     | Zion.T, SC Yun              | Peejay         | 1:53    |  |
| 4.             | "Sorry" (com participação de Beenzino; 미안해; mianhae) | Zion.T, Beenzino           | Peejay, Zion.T, Seo Won-jin | Peejay         | 3:06    |  |
| 5.             | "The Bad Guys" (나쁜 놈들; nappeun nomdeul)             | Zion.T                     | Zion.T, Peejay              | Peejay         | 3:34    |  |
| 6.             | "Complex" (com participação de G-Dragon)                | Zion.T, G-Dragon, DJ Dopsh | Zion.T, Peejay, Slom        | Peejay, Slom   | 3:27    |  |
| 7.             | "Wishes (2015)" (바람 (2015); balam (2015))             | Zion.T                     | Zion.T, Kush, Seo Won-jin   | Seo Won-jin    | 4:13    |  |
| 8.             | "Cinema" (Instrumental)                                 |                            | Zion.T, Peejay              | Peejay         | 3:32    |  |
| Duração total: | Duração total:                                          | Duração total:             | Duração total:              | Duração total: | 26:58   |  |

## Desempenho nas paradas
| Paradas (2017)               | Melhor posição |
| ---------------------------- | -------------- |
| Gaon Weekly Albums Chart     | 8              |
| Gaon Monthly Albums Chart    | 26             |
| Billboard Heatseekers Albums | 24             |
| Billboard World Albums       | 2              |

## Histórico de lançamento
| Região        | Data                    | Formato          | Gravadora                  |
| ------------- | ----------------------- | ---------------- | -------------------------- |
| Mundo         | 1 de fevereiro de 2017  | Download digital | YG Entertainment           |
| Coreia do Sul | 13 de fevereiro de 2017 | CD               | YG Entertainment, KT Music |